# 多大鎮の戦い
多大鎮の戦い（ただいちんのたたかい、朝鮮読み：タデジン）は、文禄元年4月13日-14日（1592年5月24日-25日）、釜山鎮の戦いとほぼ同時に行われた文禄・慶長の役の最初の戦いである。

## 多大鎮の戦い
4月12日、日本軍の第一隊は素早く釜山に上陸し、翌13日再び船に乗り、三手に分かれて出航。その一つが多大鎮の砦に向かって殺到した。この戦闘では朝鮮軍の多大鎮守備隊指揮官（多大浦僉使）尹興信と、一番隊の大将（先鋒）小西行長が戦うこととなった。尹興信の兄弟である尹興悌も戦闘に参加した。
朝鮮軍の指揮官は、敵の騎兵を阻むため釘をまき、城壁の上に守備兵を素早く配置して矢を放たせた。一方、小西行長は港に上陸して城に近づいて降伏を勧告したが、「王命ならば降るが、兎に角、王に許可を請うべし」と半ば時間稼ぎとも取れる拒否をされた。
日本軍は火縄銃の援護を受けながら堀の水を排水する戦術を使った。火縄銃によって朝鮮側の守備兵は無力化された。釜山鎮の戦いと同様、朝鮮兵は火縄銃に恐れをなし、有効な反撃が出来なかった。朝鮮軍は日本軍が堀を排水するのを防げなかったため、日本軍は防壁まで直接近付けるようになった。
夜半、行長は奇襲して木石土塊を掘に投じて、午前4時から8時の間にこれを埋めてしまった。朝鮮側による矢の連射や投石などに対抗しながら、日本軍は攻城塔（飛梯）や梯子を用いて、火縄銃の援護の中で城壁に登った。行長はすぐさま日本の旗を立てさせた。
尹興信は第一防衛線が破られたのを見て、偽りの退却を行った後、突如に反撃を開始したが、激しい乱戦となった。尹興信は戦死し、日本側は砦を占拠した。

## 西平浦の戦い
時を同じくして、西平浦（西生浦）の砦も陥落した。これによって釜山周辺の鎮圧が完了した。

## その後
小西行長と、釜山を攻撃した宗義智は、その進撃の過程で大きな抵抗は受けなかった。小西行長は後続の軍隊の上陸のために多大鎮に兵を残して警備させ、すぐさま部隊を再編成して、その日の内に東莱城に向かった。